# ملعب محمد بومزراق
ملعب محمد بومزراق هو ملعب متعدد الاستخدام في الشلف، الجزائر. غالباً ما يتم استخدامه لمباريات كرة قدم وهو يعتبر الملعب الأساسي لنادي أولمبي الشلف المنافس في الرابطة الجزائرية المحترفة الأولى. يسع الملعب لجلوس 20,000 شخص.

## وصلات خارجية
- ملعب محمد بومزراق - سوكرواي
- كورة